# Palazzo Troise

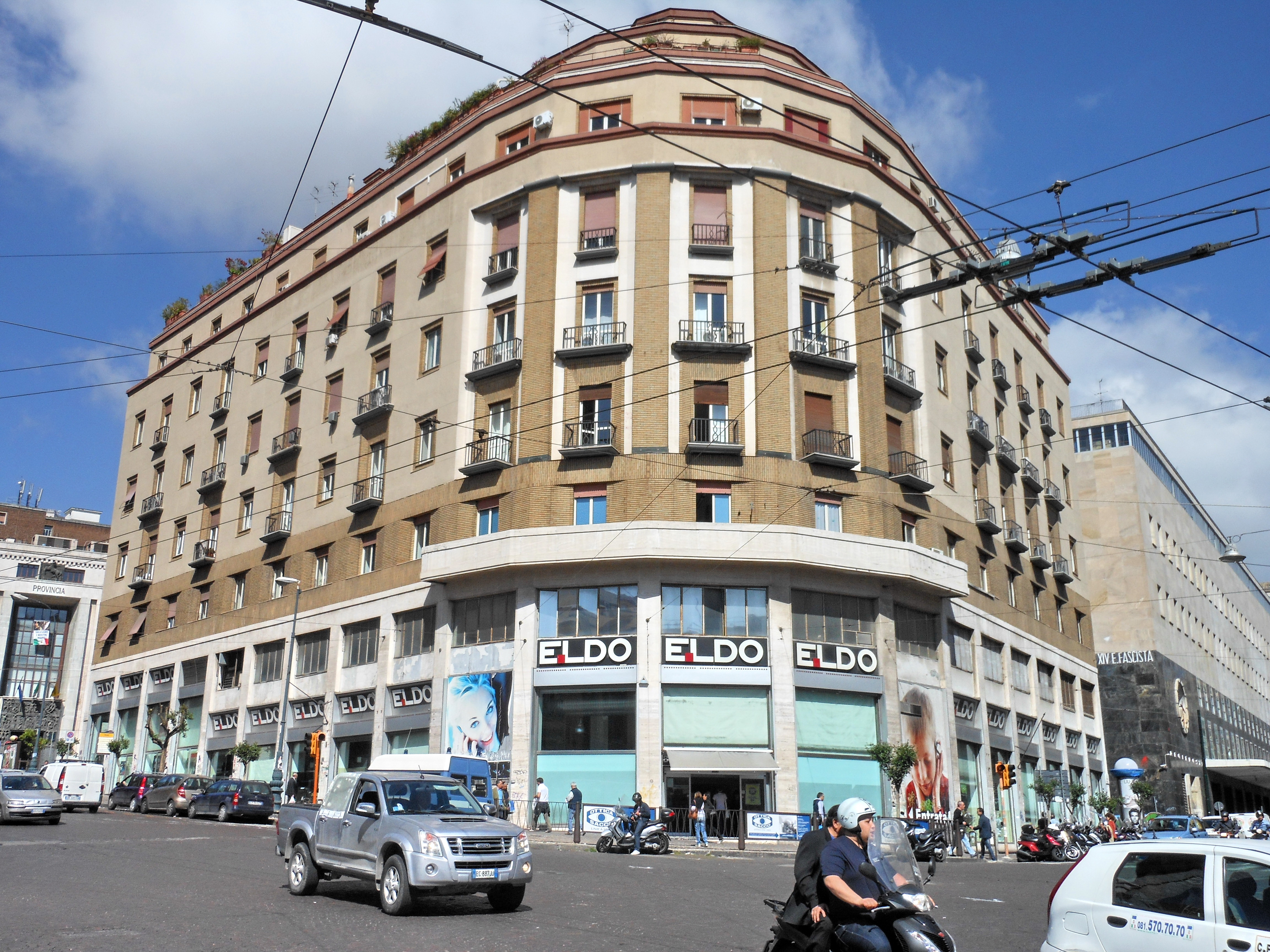
Palazzo Troise in Neapel

Der Palazzo Troise ist ein Palast aus den 1930er-Jahren im Stile des italienischen Rationalismus im Viertel San Giuseppe von Neapel in der italienischen Region Kampanien. Er liegt an der Piazza Matteotti, 7a.

## Geschichte
Das Gebäude wurde in den Jahren 1934–1936 anstelle eines Palastes des Prinzen Medici di Ottaviano (ursprünglich Eigentum der Familie Guevara, Herzöge von Bovino) nach einem Plan des Architekten Alessandro Carnelli als Büro- und Wohnhaus errichtet.
1939 wurde es von Mussolini bei seinem Besuch der Stadt wegen seiner eigenartigen Form, die seiner Meinung nach die Pracht des Postgebäudes verdeckte, als „Bordstein“ bezeichnet. Später wollte man es abreißen, aber städtebauliche Motive (da es den ausgeprägten Höhenunterschied zwischen dem neuen Platz und der darunter liegenden Via Monteoliveto verdeckte), sowie wirtschaftliche Gründe (da der Abriss mehrere Millionen Lire gekostet hätte) sorgten dafür, dass man von den Abrissplänen Abstand nahm.
Es diente als Sitz zahlreicher Unternehmen, darunter z. B. Ocren und Ansaldo. Heute residiert dort das Konsortium UnicoCampania.
Die Räumlichkeiten im Erdgeschoss (insbesondere die an der „Kurve“) dienten seit den 1930er-Jahren als historischer Sitz der UPIM. 2002 wurden die Räume von Trony übernommen, um später an die Handelskette ELDO zu gehen; schließlich dort ein Laden von OVS ein.